# Traffic (album 1968)
Traffic è il secondo album del gruppo inglese dei Traffic, pubblicato nel 1968 dalla Island Records in Inghilterra come ILP 981T (mono)/ILPS 9081T (stereo), e dalla United Artists negli Stati Uniti, come UAS 6676 (stereo). Pervenne alla 9ª posizione nel Official Albums Chart e al diciassettesimo posto nel Billboard 200.

## Il Disco
Nel gennaio del 1968, dopo un breve successo iniziale in Inghilterra con il debutto del loro album Mr. Fantasy, Dave Mason lascia il gruppo e produce il primo album (Music in a Doll's House) dei Family, tra i cui componenti figurava il futuro bassista dei Traffic Ric Grech. Nel maggio il gruppo invita Mason a registrare il nuovo album.
Mason finisce per scrivere e cantare metà delle canzoni dell'album (compreso il suo più grande successo Feelin' Alright?), ma per quanto concerne i brani composti da Jim Capaldi e Steve Winwood il suo contributo fu piuttosto modesto. La sua predisposizione per la melodia pop evidenziava una costante estraneità alle ambizioni jazzistiche degli altri, e tale dicotomia è chiaramente riscontrabile nelle canzoni di questo album. Nel mese di ottobre Mason era di nuovo fuori dal gruppo. Vi fece ritorno ancora una volta per il tour e l'album del 1971 (Welcome to the Canteen) verso la fine del contratto del gruppo.
Traffic venne ripubblicato in CD nel Regno Unito l'11 gennaio del 2000, con cinque brani aggiuntivi, due provenienti dalla colonna sonora del film Girando intorno al cespuglio di more (Here We Go Round the Mulberry Bush) della United Artists e tre da Last Exit. Negli USA, la nuova rimasterizzazione del 27 febbraio del 2001 comprendeva missaggi mono dei singoli You Can All Join In, Feelin' Alright? e Withering Tree. L'album originale venne prodotto da Jimmy Miller. Le rimasterizzazioni vennero coadiuvate nella loro produzione da Jim Capaldi.

## Accoglienza
| Recensione | Giudizio |
| ---------- | -------- |
| AllMusic   | [ 5 ]    |

AllMusic fece una recensione retrospettiva positiva dell'album, commentando che esso raggiungeva un perfetto equilibrio tramite la semplicità di Dave Mason, le schiette canzoni folk-rock e la complessità di Steve Winwood, spesso cimentandosi in improvvisazioni rock.

## Brani

### Lato A
1. You Can All Join In (Mason) – 3:34
  - Dave Mason - voce solista, chitarra
  - Steve Winwood - chitarra elettrica, basso, voce
  - Chris Wood - sassofono tenore
  - Jim Capaldi - batteria, voce
2. Pearly Queen (Capaldi/Winwood) – 4:20
  - Winwood - voce, organo Hammond, chitarra elettrica, basso
  - Wood - flauto
  - Mason - armonica
  - Capaldi - batteria
3. Don't Be Sad (Mason) – 3:24
  - Mason - voce, armonica, chitarra elettrica
  - Winwood - voce, organo Hammond, chitarra elettrica ritmica, basso
  - Wood - sassofono soprano
  - Capaldi - batteria, voce
4. Who Knows What Tomorrow May Bring (Capaldi/Winwood/Wood)[6] – 3:11
  - Winwood - voce, organo Hammond, chitarre, basso
  - Capaldi - batteria, percussioni, voce
5. Feelin' Alright? (Mason) – 4:16
  - Mason - voce solista, chitarra
  - Winwood - piano, basso, voce
  - Wood - sassofono tenore, voce
  - Capaldi - batteria, percussioni

### Lato B
1. Vagabond Virgin (Capaldi/Mason) – 5:21
  - Mason - voce, chitarra
  - Capaldi - voce, batteria, percussioni
  - Winwood - piano, basso, voce
  - Wood - flauto
2. (Roamin' Thru the Gloamin' with) 40,000 Headmen (Capaldi/Winwood) – 3:15
  - Winwood - voce, chitarra, organo, basso
  - Wood - flauto, lattina di Coca Cola, gingle bells
  - Capaldi - batteria
3. Cryin' to Be Heard (Mason) – 5:14
  - Mason - voce solista, basso
  - Winwood - organo Hammond, clavicembalo, voce
  - Wood - sassofono soprano
  - Capaldi - batteria, voce
4. No Time to Live (Capaldi/Winwood) – 5:10
  - Winwood - voce solista, piano, basso
  - Wood - sassofono soprano
  - Mason - organo Hammond
  - Capaldi - batteria
5. Means to an End (Capaldi/Winwood) – 2:39
  - Winwood - voce, piano, chitarra elettrica, basso; Wood - batteria, percussioni[7]

### Brani in più nella riedizione del 2000 (solo Regno Unito)
1. Here We Go Round the Mulberry Bush (Capaldi/Mason/Winwood/Wood) – 2:45
2. Am I What I Was or Am I What I Am (Capaldi/Winwood/Wood) – 2:36
  - Brani 1-2 tratti dal film Girando intorno al cespuglio di more (Here We Go Round the Mulberry Bush)
3. Withering Tree (Capaldi/Winwood) – 2:57
  - Winwood - voce, piano, chitarra, basso
  - Wood - flauto, percussioni
  - Capaldi - batteria, percussioni
4. Medicated Goo (Jimmy Miller/Winwood) – 3:39
5. Shanghai Noodle Factory (Capaldi/Larry Fallon/Miller/Winwood/Wood) – 5:03
  - Brani 3-5 tratti dall'album Last Exit

### Brani in più della riedizione per il solo mercato statunitense [Island Records 314 542 852-2] e giapponese [Universal-Island Records UICY-93642)]
1. "You Can All Join In" (Mason) – 3:45 [singolo con missaggio mono]
2. "Feelin' Alright?" (Mason) – 4:03 [singolo con missaggio mono]
3. "Withering Tree" (Capaldi/Winwood) – 2:53 [singolo con missaggio stereo]

## Personale aggiunto
- Terry Brown, Eddie Kramer, Glyn Johns, Brian Humphries - ingegnere del suono
- Richard Polak - fotografia